# Rancho de la Luna
Rancho de la Luna is een opnamestudio in Joshua Tree, Californië.

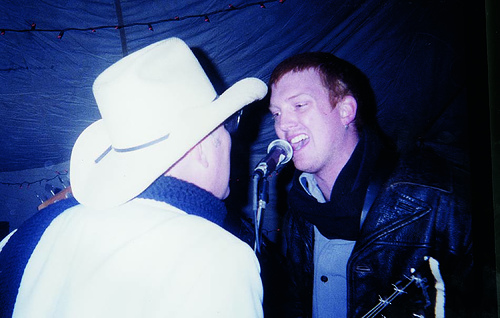
Josh Homme & Dave Catching live @ rancho de luna 31-12-1999

De studio werd in 1993 opgericht door Fred Drake, die de ranch kocht om de drukte van Los Angeles achter zich te laten. Dave Catching werd een zakelijke partner van de ranch in 1994. Er werd voor de bands gekookt en bandleden sliepen hier tussen de opnamen door. Nadat Drake in 2002 aan kanker was overleden, werd de studio tot 2004 in gebruik gehouden door Drakes medewerkers Anthony Scott Mason, Ted Quinn, Dean Chamberlain, Billy Bizeau en Fred Burke. Sindsdien woont Catching er permanent en laat hij vooral bevriende bands langskomen om materiaal op te nemen.
De belangrijke stonerrock- en Palm Desert Scene-geluidstechnicus Patrick "Hutch" Hutchinson en muzikant en producer Chris Goss zijn er vaak te vinden.
Achter de Rancho staat het het huis van Brian O'Conner (bassist van Eagles of Death Metal) en daarachter het huis van Hutch.
De studio is vooral bekend geworden om de vele sessies die zijn opgenomen voor de Desert Sessions. Het is een belangrijke studio in de Palm Desert Scene, omdat veel bands die hieraan gerelateerd zijn hier nummers hebben opgenomen.

## Opnamen
(Selectie)
- 1996 - Slo Burn - Slo Burn Demo
- 1996 - Slo Burn - Amusing the Amazing
- 1996 - Kyuss – Into The Void
- 1997 - Nebula – Let It Burn
- 1997 - Speedbuggy – George Owens
- 1997 - Fu Manchu – Godzilla EP
- 1997 - Kyuss/Queens of the Stone Age
- 1997 - Queens of the Stone Age – Queens of the Stone Age
- 1998 - The Desert Sessions: Volumes 1 & 2
- 1998 - The Desert Sessions: Volumes 3 & 4
- 1998 - Mark Lanegan - Scraps at Midnight
- 1999 - The Desert Sessions: Volumes 5 & 6
- 1999 - Brant Bjork	 - Jalamanta
- 1999 - Kyuss - Shine!
- 1999 - Earthlings? – Pleasure Seekers
- 2000 - Earthlings? – Earthlings?
- 2000 - Earthlings? – Human Beans
- 2000 - That's All Folks! – Soma... 3rd Way To Zion
- 2000 - Midget Handjob – Midnight Snack Break At The Poodle Factory
- 2001 - The Desert Sessions: Volumes 7 & 8
- 2001 - Fred Drake – Twice Shy
- 2001 - Masters Of Reality – Deep In The Hole
- 2003 - The Desert Sessions: Volumes 9 & 10
- 2003 - Mark Lanegan – Here Comes That Weird Chill
- 2004 - Fred Drake – The Sky Party
- 2004 - Melissa Auf der Maur - Auf Der Maur
- 2004 - Eagles of Death Metal – Peace, Love, Death Metal
- 2004 - Brant Bjork – Local Angel
- 2004 - Mark Lanegan – Bubblegum
- 2005 - Goon Moon – I've Got A Brand New Egg Layin' Machine
- 2005 - Eagles of Death Metal – Death By Sexy...
- 2005 - Brant Bjork and the Bros - Saved by Magic
- 2008 - Smith & Pyle - It's OK to Be Happy
- 2008 - Farflung - A Wound In Eternity
- 2009 - Masters Of Reality – Pine/Cross Dover
- 2009 - Arctic Monkeys – Humbug
- 2011 - Snow Patrol – Fallen Empires
- 2011 - Sean Wheeler & Zander Schloss / Pascal Briggs & The Stokers – Split cd
- 2012 - Sleepy Sun – Spine Hits
- 2013 - Black Rebel Motorcycle Club – Specter At The Feast
- 2013 - Arctic Monkeys – AM
- 2014 - Foo Fighters - Sonic Highways
- 2014 - The Eighties Matchbox B-Line Disaster - I Could Be An Angle
- 2015 - Fu Manchu - Godzilla's / Eatin' Dust
- 2016 - Autolux - Pussy's Dead
- 2016 - Fatso Jetson - Idle Hands

- Dig Your Own Cactus – Postcards from Joshua Tree
- Dig Your Own Cactus – Design
- Vic Chesnutt/Victoria Williams – Sweet Relief II